# The Mission (Styx)
The Mission è il quindicesimo album in studio del gruppo musicale statunitense Styx, pubblicato nel 2017.

## Tracce
1. Overture – 1:23
2. Gone Gone Gone – 2:07
3. Hundred Million Miles from Home – 3:39
4. Trouble at the Big Show – 2:30
5. Locomotive – 5:03
6. Radio Silence – 4:17
7. The Greater Good – 4:10
8. Time May Bend – 2:30
9. Ten Thousand Ways – 1:22
10. Red Storm – 6:04
11. All Systems Stable – 0:17
12. Khedive – 2:04
13. The Outpost – 3:51
14. Mission to Mars – 2:43

## Formazione
- Tommy Shaw – voce, chitarra acustica, chitarra elettrica, mandolino
- James Young – voce, chitarra elettrica
- Chuck Panozzo – basso in Hundred Million Miles from Home
- Todd Sucherman – batteria, percussioni
- Lawrence Gowan – voce, piano, organo Hammond, sintetizzatore
- Ricky Phillips – basso